# Jonas Warrer
Jonas Warrer (Dinamarca, 22 de março de 1979) é um velejador dinamarquês.

## Carreira
Jonas Warrer representou seu país nos Jogos Olímpicos de 2008, na qual conquistou a medalha de ouro na classe 49er em 2008. 